# Catasto
Il termine catasto (derivato dalla lingua greca κατάστιχον, o κατά στίχον, "riga per riga") viene utilizzato, in senso generale, per indicare qualsiasi rilevamento sistematico di terreni ed edifici, tipicamente accompagnato da una mappa e da un registro. 
Generalmente è costituito dall'insieme di documenti, mappe e atti, che descrivono i beni immobili (indicando luoghi e confini), nome dei possessori, rendite, ed eventuali vincoli o diritti su di essi.
Un particolare tipo di catasto è quello stradale, costituito da un inventario di tutte le strade ad uso pubblico presenti sul territorio nazionale, con l’obiettivo primario di definire la consistenza della rete stradale in modo compatibile ed integrabile con i Catasti dei terreni e dei fabbricati.

## Storia

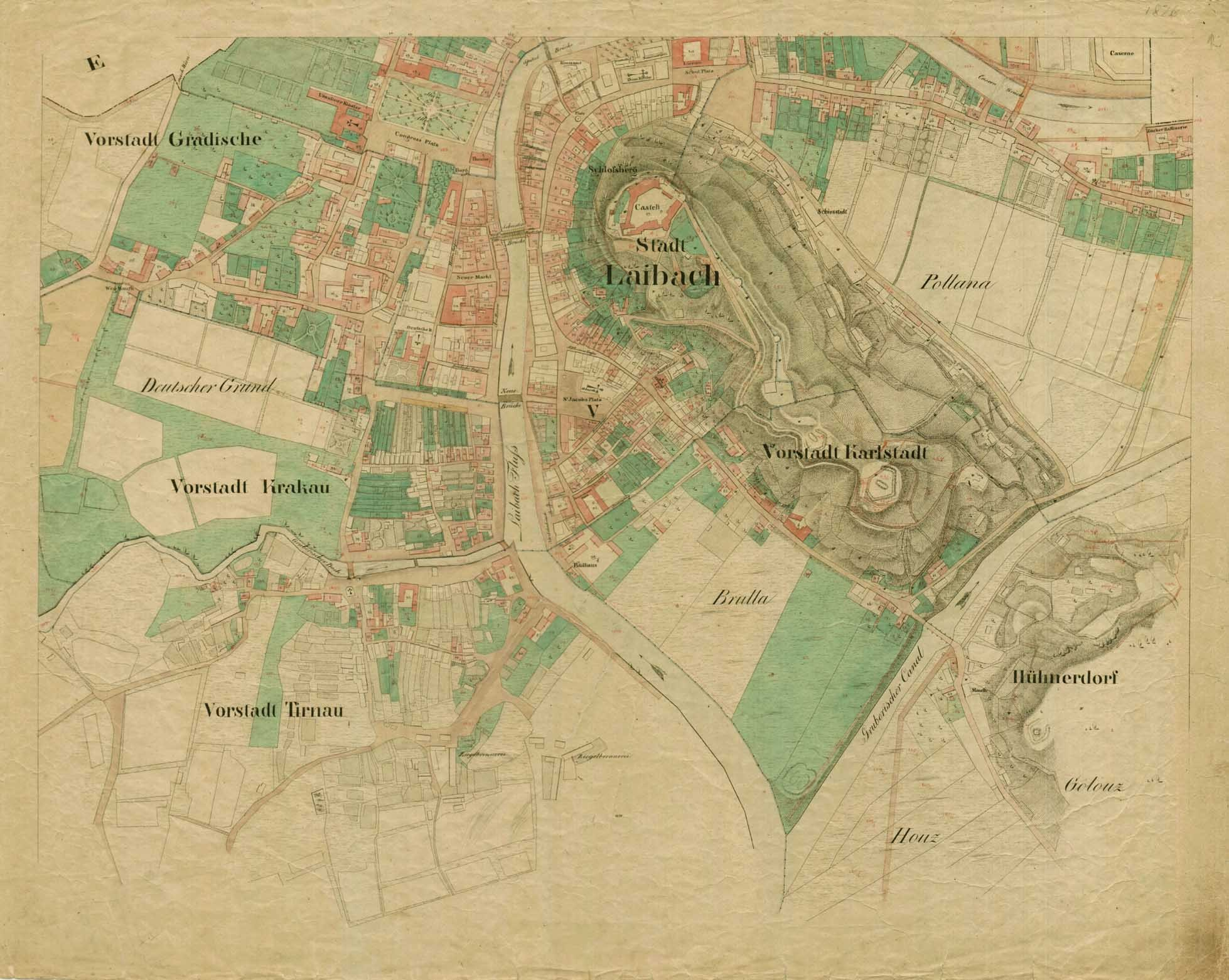
Mappa catastale di Lubiana (1826, catasto asburgico)

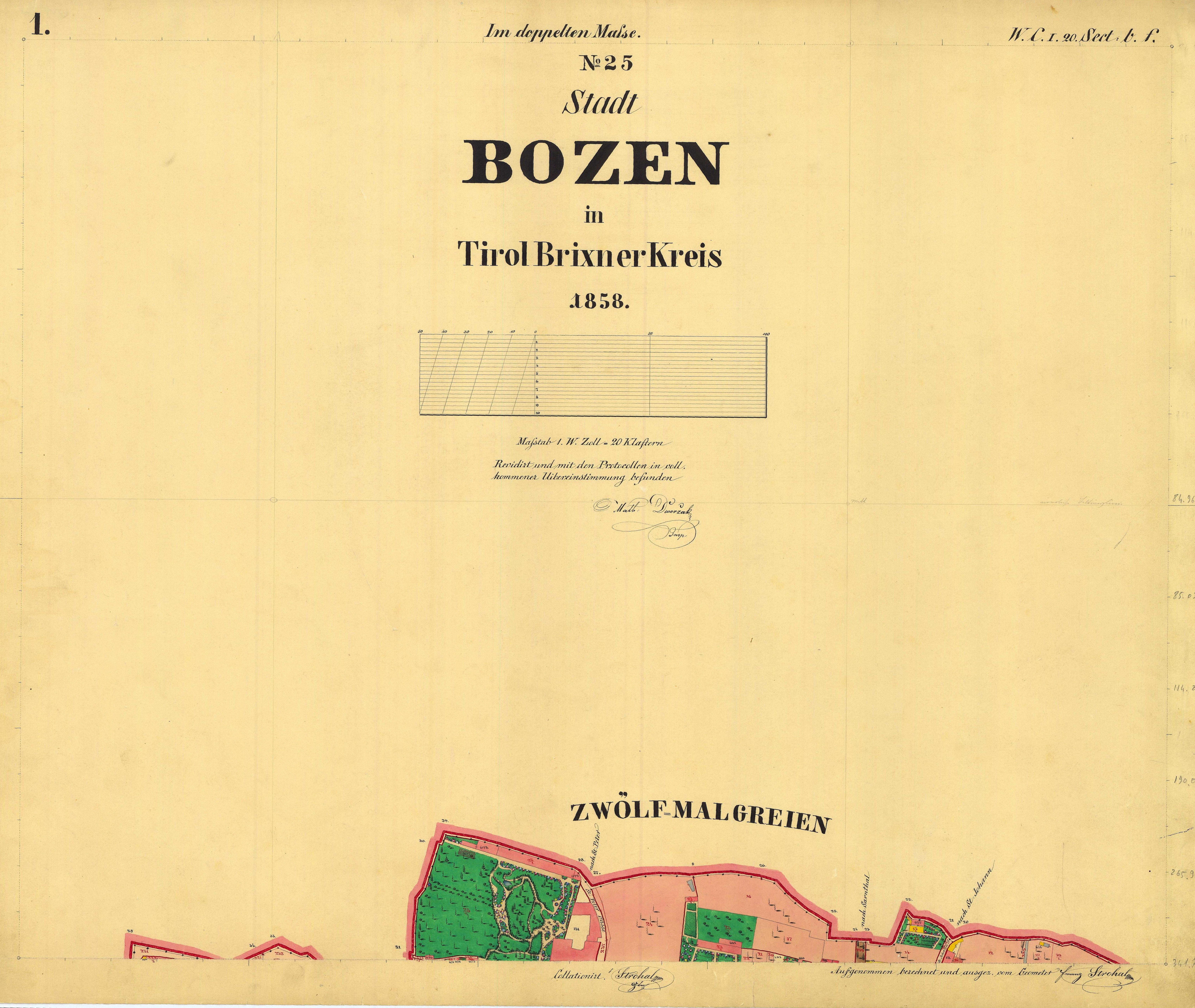
Mappa catastale di Bolzano, foglio primo, 1858

Il catasto ha origini molto remote. Shulgi, re di Ur, nell'ambito dell'opera di centralizzazione dello Stato ideò il catasto generale, usato per calcolare le tasse e le imposte del regno. È stato anche accertato che stime dei terreni erano effettuate in Egitto, all'epoca dei faraoni. Un catasto era presente anche nell'Atene di Solone. Presso i Romani il registro delle contribuzioni fondiarie era detto tabulae censuariae; la divisione dei beni stabili era la agrorum discriptio.
Con gli Arabi sarebbe stato introdotto in Sicilia, verso il X sec., un sistema di classificazione fatto con registri detti defetari, che i Normanni avrebbero ripreso nel Catalogo baronum. In Inghilterra nel secolo XI Guglielmo il Conquistatore fece preparare un catasto generale: il Domesday Book.
Importanti riforme catastali furono effettuate nel XVIII secolo in vari stati italiani ed europei durante il periodo del dispotismo illuminato e poi durante l'età di Napoleone Bonaparte, con la creazione del catasto napoleonico. In particolare Maria Teresa d'Austria introdusse innovazioni destinate ad essere riprese nelle catastazioni del secolo XIX: realità e territorialità dell'imposta, presentazione grafica del terreno mediante mappe particellari, imposizione commisurata al reddito medio ordinario determinato col metodo delle qualità, classi e tariffe, estimo stabile e determinazione degli elementi catastali con minuziosa procedura che consente al privato la difesa dei propri interessi.

## Nel mondo

### Italia
I catasti comunali o estimi del Medioevo stabilivano che i cittadini avessero iscritti in essi i loro beni mobili e immobili. C'erano spesso grandi differenze tra gli Stati. Con l'Impero napoleonico i funzionari applicarono un modello comune.
Tuttavia solo con l'unità d'Italia ci fu una grande rielaborazione dei catasti, poiché i sistemi in uso negli stati preunitari differivano ancora fra loro per metodo ed evidenze; alcuni erano geometrici, altri descrittivi, qualcuno mancava di triangolazioni, di misurazioni, di scale e di diverse basi.
Con la fine della Prima Guerra Mondiale entrano a far parte del Regno d'Italia i territori che andarono a formare le nuove province di Bolzano, Trento, Trieste, Gorizia, Pola, Fiume e Zara. Con esse viene ereditato il Catasto Austriaco, che viene mantenuto in vigore parallelamente al Catasto Italiano perché può dare indicazioni di carattere probatorio. Fino al 1861 il Catasto Italiano era formato da nove compartimenti catastali, con l'entrata del Catasto Austriaco nasce così il decimo compartimento catastale delle Nuove Province.
La necessità di facilitare l'incrocio delle informazioni da parte dell'anagrafe fiscale ha portato alla digitalizzazione del sistema catastale. Il catasto nazionale può essere consultato tramite SISTER, mentre le provincie di Trento e Bolzano forniscono i loro dati tramite OPENKAT. Tutti e due i sistemi non sono organizzati per restituire le informazioni in modalità S2S tramite web services.

### Svizzera
La misurazione ufficiale svizzera è un compito svolto in comune dalla confederazione elvetica, dai Cantoni, dai Comuni e dagli uffici privati di ingegneri geometri per la misurazione della superficie terrestre della Svizzera.